# David Brandl

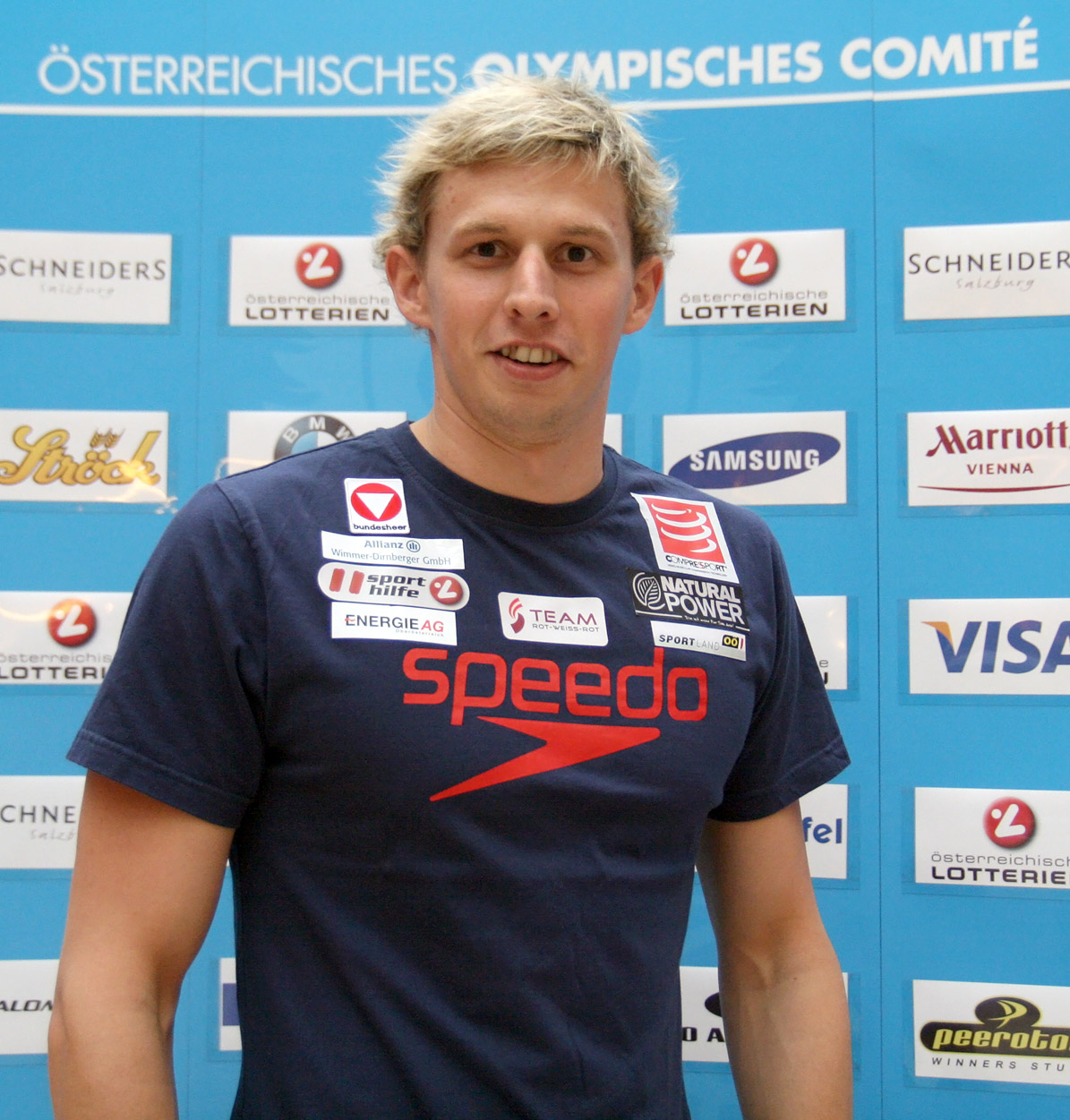
David Brandl durante los Juegos Olímpicos de Londres 2012

David Karl Brandl (Linz, Austria; 19 de abril de 1987) es un nadador austríaco que llegó a representar a su país en los juegos olímpicos de los años 2008 y 2012.
En Pekín 2008 llegó primero durante las pruebas iniciales, aunque terminó en el puesto 20 en la ronda clasificatoria.